# St. Salvator (Heimbach)

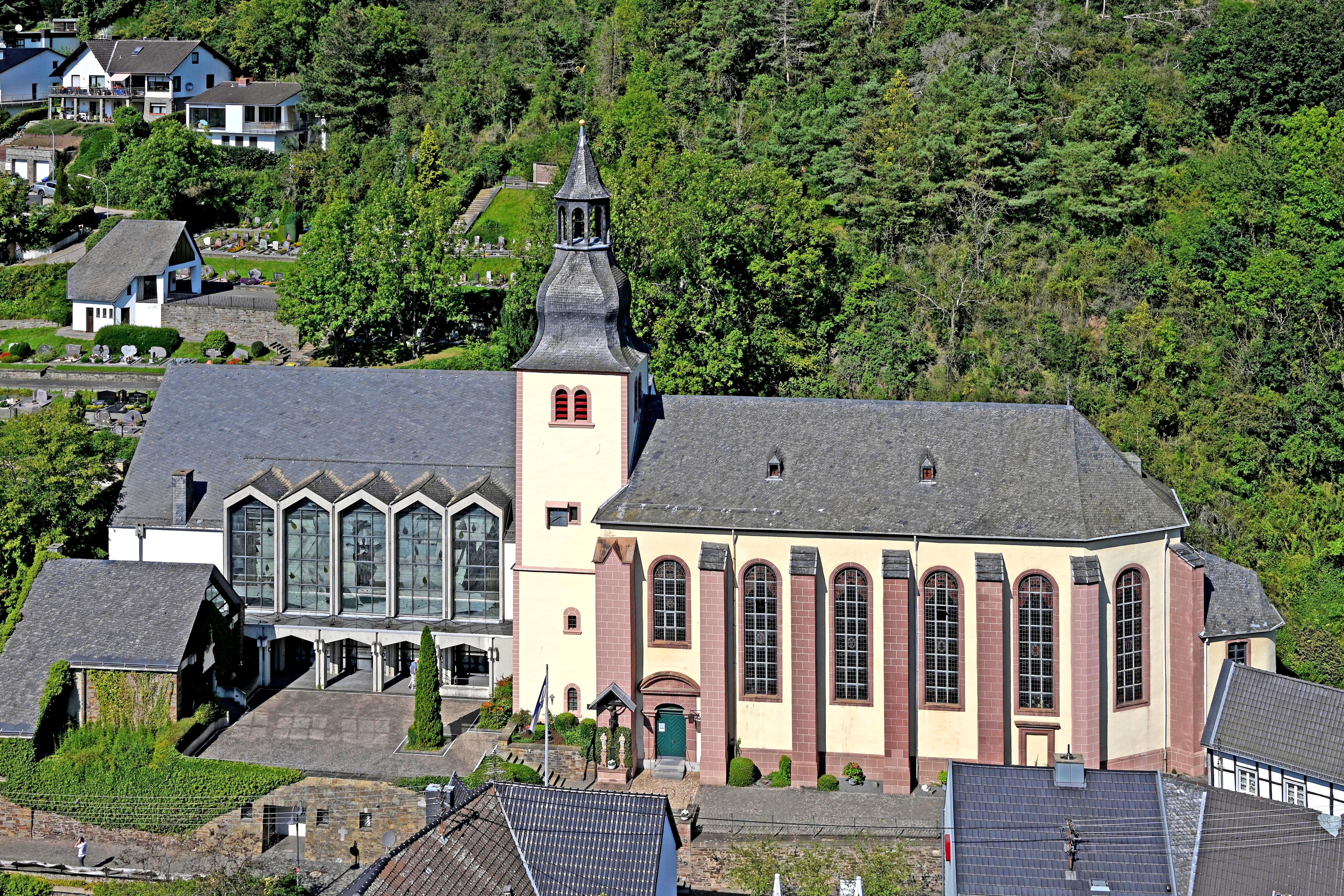
Katholische Pfarr- und Wallfahrtskirche Heimbach
Altbau St. Clemens (r.) und Neubau Salvatorkirche mit Pietà und Antwerpener Retabel (l.)

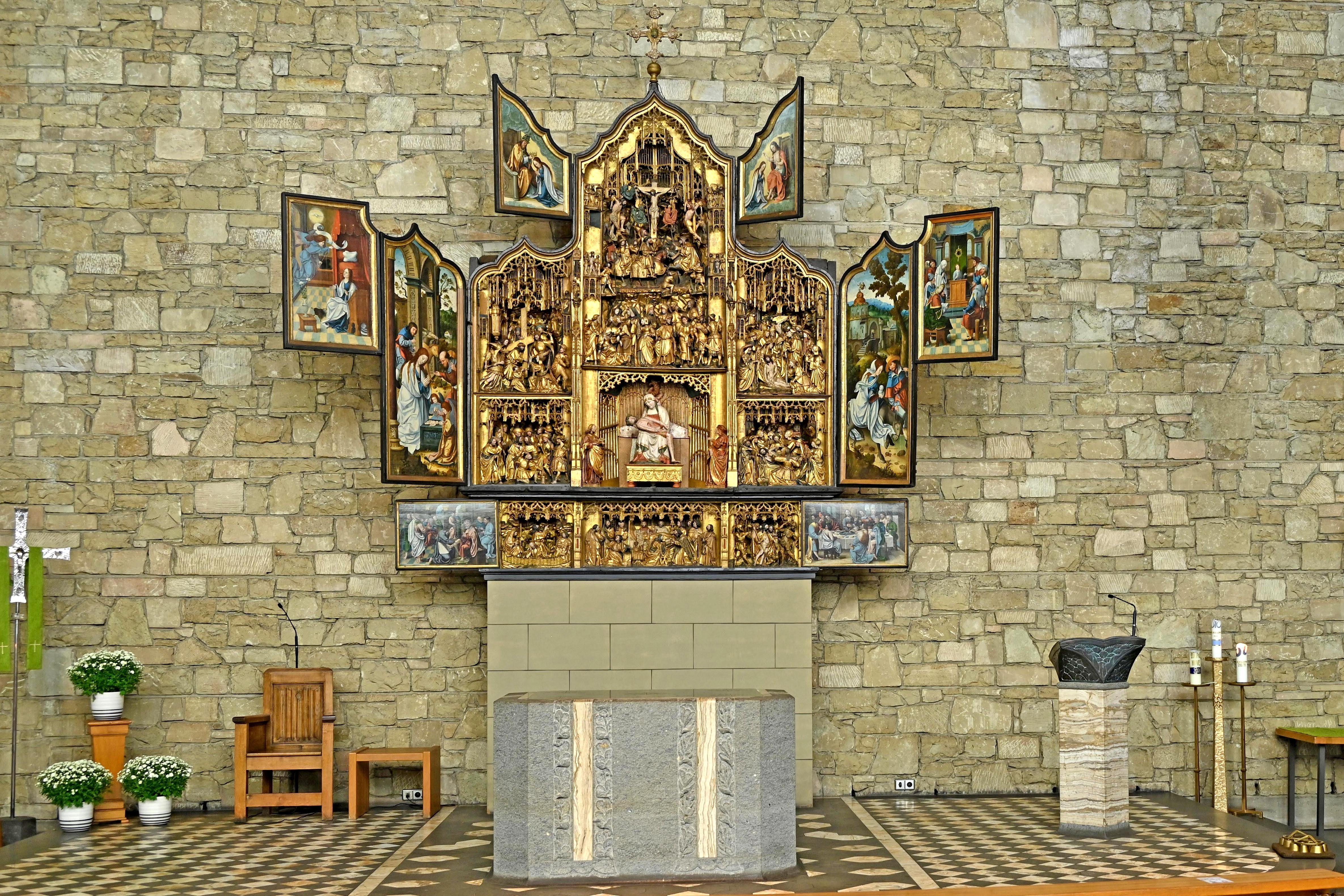
Antwerpener Retabel

Die römisch-katholische Wallfahrtskirche St. Salvator befindet sich in Heimbach im nordrhein-westfälischen Kreis Düren. Die neue Kirche ist direkt angebaut an die alte Pfarrkirche St. Clemens.

## Geschichte
St. Salvator wurde in den Jahren 1978 bis 1981 erbaut und am 24. Mai 1981 geweiht. Der rechteckige Grundriss hat eine Größe von 32,20 m × 17,20 m. Die Baupläne stammen von dem Architekten Karl Heinz Rommé.

## Ausstattung
Der Antwerpener Schnitzaltar wurde zusammen mit dem Gnadenbild im Jahre 1804, in der Zeit der Säkularisation, aus dem Kloster Mariawald in die Kirche von Heimbach übertragen. Das große dreiteilige Retabel, das um 1520 entstanden ist, hat eine Höhe von 3,40 m und eine Breite von 2,65 m, bei geöffneten Flügeln 5,30 m.
Heute ist der große über 500 Jahre alte Flügelaltar der Blickfang in der modernen angebauten Wallfahrtskirche. Er könnte das bedeutendste Kunstwerk seiner Zeit in der ganzen Nordeifel sein, auch weil er unter reichlicher Verwendung von Gold entstanden ist. Das Heimbacher Gnadenbild, die Pietà, ist eine Arbeit aus der Mitte des 15. Jahrhunderts einer rheinischen Werkstatt. Es ist weitgehend in Originalfassung. Die Pieta ist in den unteren Mittelteil des Schreins eingesetzt. Ursprünglich war hier wohl im Original die Wurzel Jesse dargestellt.

Die großen Kirchenfenster entwarf Georg Meistermann.

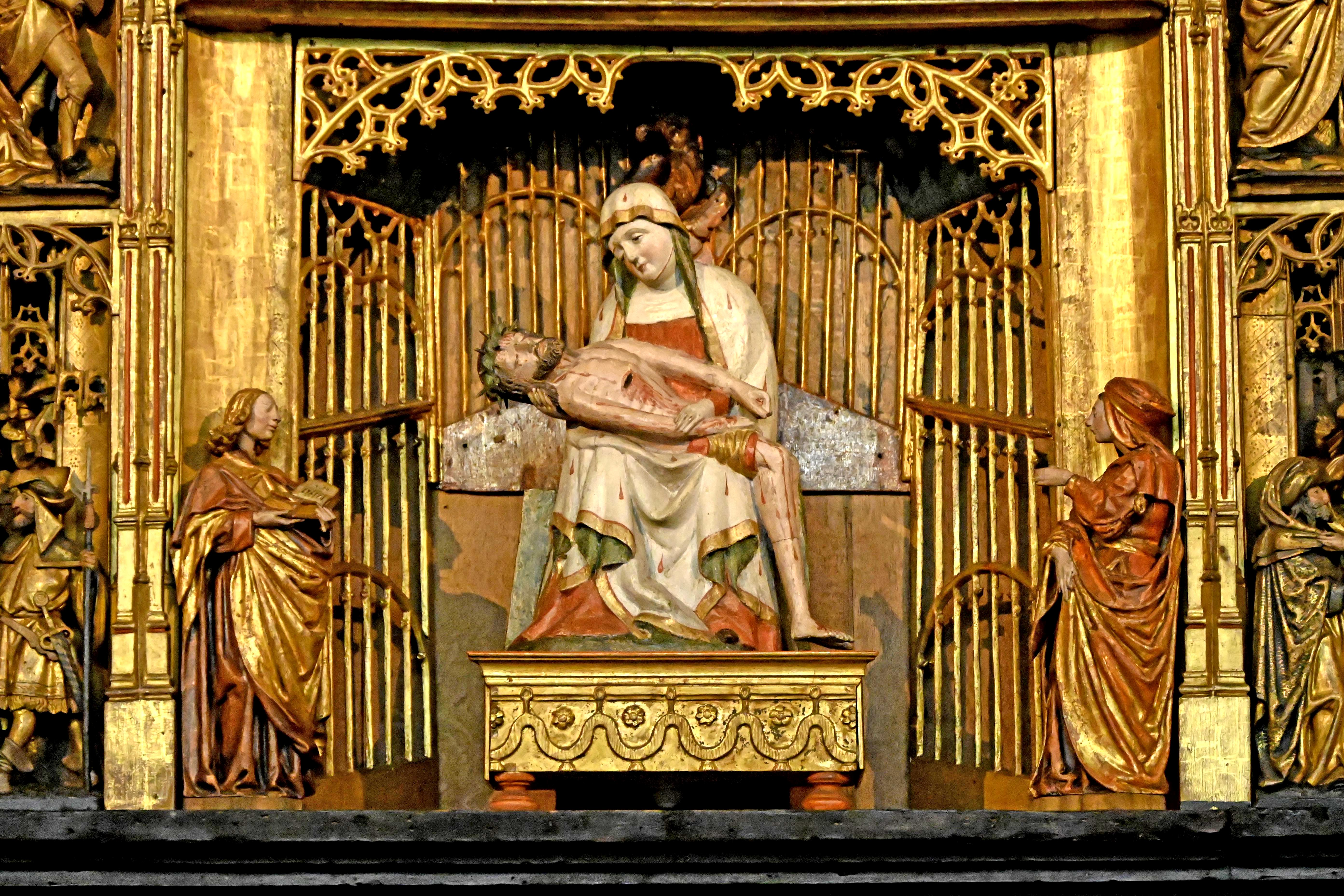
Gnadenbild, Pietà

## Wallfahrt
Seit 1804 ist Heimbach ein bekannter Wallfahrtsort.
Jährlich pilgern Gläubige zur Pietà der „Schmerzhaften Mutter“, die eben in den großen Antwerpener Schnitzaltar eingebunden ist.

## Orgel

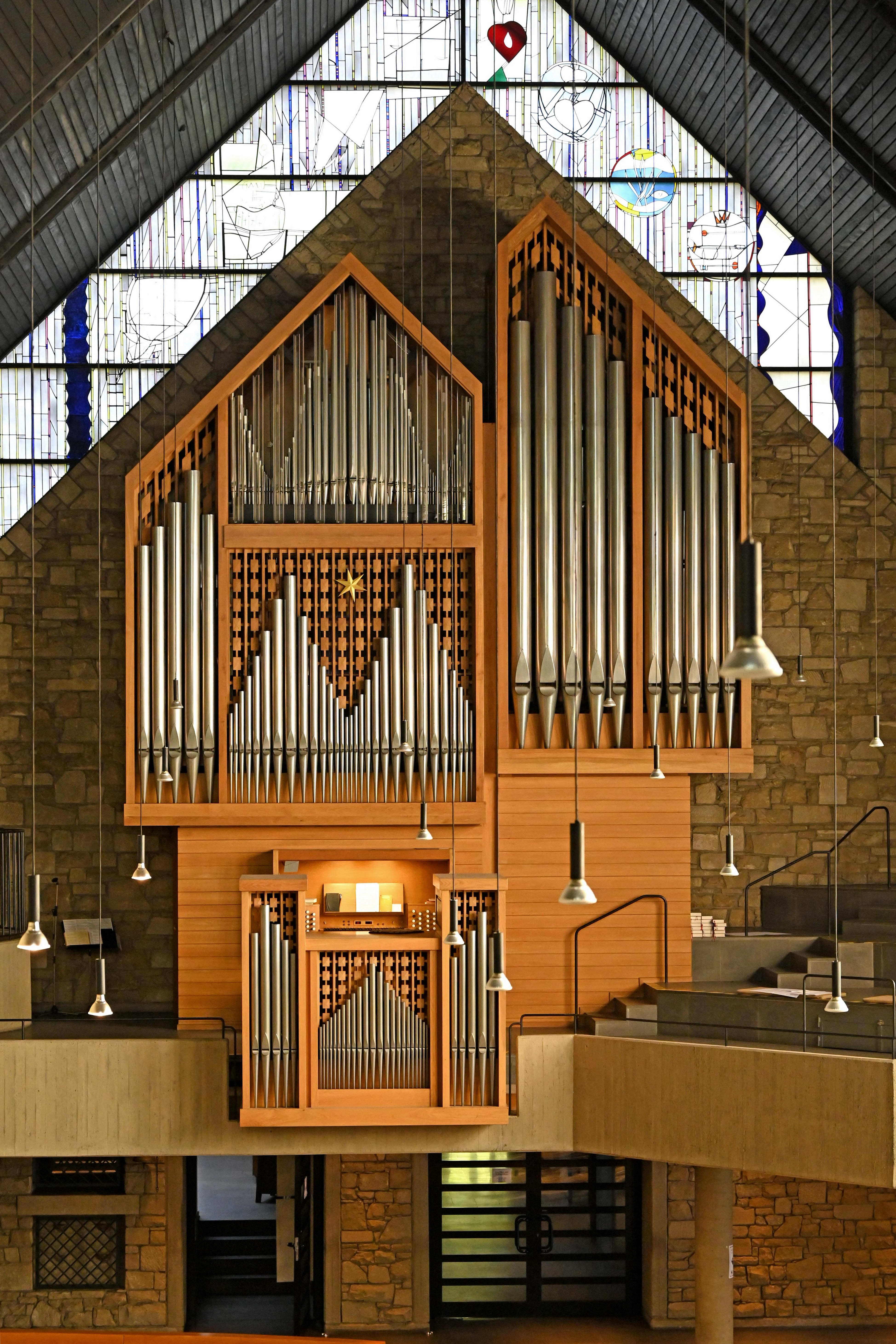
Beckerath-Orgel von 1985

Die Orgel wurde 1985 von Rudolf von Beckerath Orgelbau erbaut.
Die Windladen sind Schleifladen, die Spieltraktur ist mechanisch, die Registertraktur elektrisch.
| I Rückpositiv C–a3 |        |
| Holzflöte          | 8′     |
| Prinzipal          | 4′     |
| Koppelflöte        | 4′     |
| Nazard             | 2 ⁄3′  |
| Oktave             | 2′     |
| Terz               | 1 3⁄5′ |
| Larigot            | 1 ⁄3′  |
| Scharf IV          | 1′     |
| Cromorne           | 8′     |

| II Hauptwerk C–a3 |       |
| Bordun            | 16′   |
| Prinzipal         | 08′   |
| Spielflöte        | 08′   |
| Oktave            | 04′   |
| Quinte            | 2 ⁄3′ |
| Oktave            | 02′   |
| Mixtur VI         | 1 ⁄3′ |
| Cornett V         | 08′   |
| Trompete          | 08′   |
| Vox humana        | 08′   |

| III Schwellwerk C–a3 |       |
| Rohrflöte            | 08′   |
| Gambe                | 08′   |
| Voix céleste         | 08′   |
| Prinzipal            | 04′   |
| Traversflöte         | 04′   |
| Waldflöte            | 02′   |
| Mixtur V             | 02′   |
| Cornett III          | 2 ⁄3′ |
| Dulzian              | 16′   |
| Trompete             | 08′   |
| Oboe                 | 08′   |
| Clairon              | 04′   |
| Tremulant            |       |

| Pedal C–f1      |       |
| Prinzipal       | 16′   |
| Subbass         | 16′   |
| Oktave          | 08′   |
| Oktave          | 04′   |
| Rauschpfeife IV | 2 ⁄3′ |
| Posaune         | 16′   |
| Trompete        | 08′   |

- Koppeln: I/II, III/II, III/I, I/P, II/P, III/P[8]

Organist zur Zeit der Planung und Erbauung der Orgel war Michael Führer.